# 94400 Hongdaeyong
94400 Hongdaeyong este un asteroid din centura principală de asteroizi.

## Descriere
94400 Hongdaeyong este un asteroid din centura principală de asteroizi. A fost descoperit pe 25 septembrie 2001 la Bohyunsan de Young-Beom Jeon, Yun-Ho Park și K.-J. Choo. Asteroidul prezintă o orbită caracterizată de o semiaxă mare de 2,19 ua, o excentricitate de 0,13 și o înclinație de 2,8° în raport cu ecliptica.